# الانتحار في إسبانيا

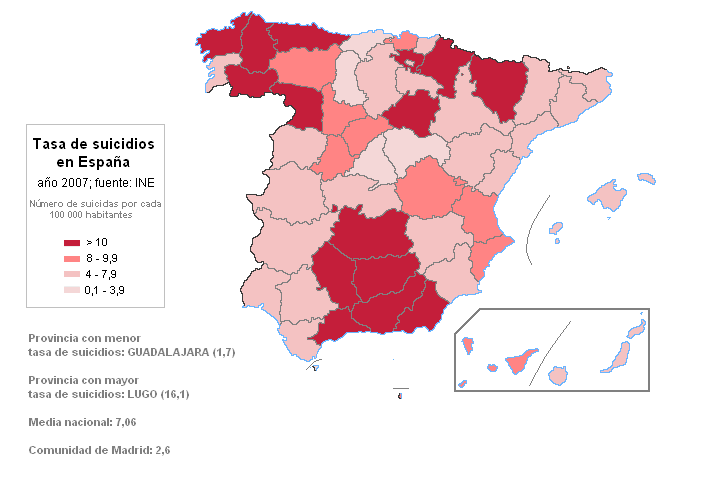
معدل الانتحار في إسبانيا اعتبارًا من عام 2007. إحصائيات من المعهد الوطني للإحصاء.

وفقًا لتقرير الانتحار الصادر عن منظمة الصحة العالمية لعام 2016, احتلت إسبانيا المرتبة 130 من بين 170 دولة مدرجة. كان معدل الانتحار الإجمالي في إسبانيا 6.1 لكل 100,000 شخص, وهو أقل من معظم البلدان الأخرى في أوروبا (على سبيل المثال السويد 11.7 / 100.000 ؛ فرنسا 12.3 / 100.000؛ ألمانيا 9.1 / 100,000 ؛ المملكة المتحدة 7.6 / 100.000) السبب وراء ذلك غير معروف ؛ من بين الأسباب العديدة التي تم طرحها, قيل إن دول جنوب البحر الأبيض المتوسط أقل عرضة للانتحار لأسباب ثقافية, مثل سهولة التنشئة الاجتماعية, أو المعتقدات الدينية الأعمق التي تعتبر الانتحار خطيئة, أو مجرد ظروف جوية مواتية تجعل الاكتئاب الموسمي أقل احتمالا. وهذا يتوافق مع حقيقة أن دول جنوب أوروبا الأخرى مثل إيطاليا واليونان والبرتغال تشترك في معدل انتحار منخفض مماثل مقارنة بالدول الشمالية. ومع ذلك, توجد استثناءات لأن المجر, وهي دولة جنوبية نسبيًا, تحتل مرتبة عالية في معدلات الانتحار (13.6 / 100.000, انظر المرجع أعلاه).
كما هو الحال في معظم البلدان الأخرى, ينتحر الرجال الإسبان أكثر من النساء الإسبانيات (3 مرات أكثر). أيضًا, قد يتناقض تأثير الطقس البارد و / أو التعرض المنخفض للشمس كعامل سببي مع البيانات التي تظهر ارتفاع معدل حالات الانتحار خلال الربيع والصيف.
حالة خاصة: «انتحار من أجل الإخلاء». تشير حالات الانتحار من أجل الإخلاء في إسبانيا إلى انتحار المواطنين الإسبان كنتيجة مباشرة أو غير مباشرة للإخلاء أو حبس الرهن لعدم دفع الرهن العقاري أو الإيجار, مما يؤدي إلى إخلاء صاحب المنزل أو المستأجر, غالبًا مع أفراد الأسرة, من المنزل الذي ربما عاشوا فيه لسنوات, سواء تم شراء المنزل من خلال رهن عقاري أو استئجاره. وفقًا لإحصاءات الربع الأول من عام 2012, حدثت 517 عملية إخلاء كل يوم في إسبانيا؛ كان هناك 101034 حالة إخلاء إجمالاً في عام 2012. أصبحت حالات الانتحار من أجل الإخلاء متوطنة في إسبانيا, وهي مشكلة مرتبطة بعواقب الأزمة الاقتصادية ومشاكل قوانين الرهن العقاري.
وفقًا لبيانات منظمة Stop Desahucios, وهي جزء من منصة الأشخاص المتضررين من الرهن العقاري, فإن 34 ٪ من حالات الانتحار في إسبانيا ناتجة عن عمليات الإخلاء. الانتحار هو السبب الرئيسي للوفاة العنيفة في إسبانيا, حيث يتسبب في وفيات أكثر من حوادث الطرق. في عام 2010, انتحر 3145 شخصا في إسبانيا.
أحيانًا لا يكون الرابط بين الإخلاء والانتحار واضحًا, كما هو الحال في معظم حالات الانتحار, يرجع ذلك إلى المواقف الشخصية المعقدة والصعبة. كما أن بعض حالات الانتحار المتعلقة بالإخلاء غير معروفة أو منشورة في الصحافة, مما يجعل من الصعب إنشاء إحصاءات موثوقة لأن المعهد الوطني للإحصاء لا يمكنه تحليل هذه البيانات.

## الأسباب الاقتصادية والقانونية

### قانون الرهن العقاري الاسباني
قانون الرهن العقاري الإسباني الحالي هو المرسوم الصادر في 8 فبراير 1946, والذي تم إدخال تعديلات عليه مؤخرًا.

### الاستبعاد الاجتماعي والاقتصادي
كانت الأزمة المالية الإسبانية المحددة في الفترة 2008-2014 سببها إلى حد كبير فقاعة الإسكان في إسبانيا, وزادت أزمة العقارات الإسبانية اللاحقة بشكل كبير من عدد حالات حبس الرهن العقاري وعمليات الإخلاء. وفقًا للأرقام الواردة من المنصة المتضررة من الرهن العقاري, كان هناك أكثر من 400,000 عملية إخلاء منذ بداية الأزمة في عام 2007. أدت فقاعة الإسكان, جنبًا إلى جنب مع زيادة البطالة في إسبانيا إلى 25٪, جنبًا إلى جنب مع تخفيض المدفوعات للعاطلين عن العمل وأشكال أخرى من المساعدة الاجتماعية, إلى استبعاد العديد من قطاعات السكان من الدوائر الاقتصادية العامة والخاصة.

#### مقترحات من منصات للدفاع عن الأشخاص الذين تم إخلاؤهم
اقترحت منصة الأشخاص المتضررين من الرهن العقاري والجمعيات الأخرى التي تدافع عن أولئك المعرضين للإخلاء القسري تعديلات قانونية من شأنها أن تخفف من ضعف المتضررين, بما في ذلك الدفع العيني, وهو أمر غير مسموح به في إسبانيا.